# Dysmicoccus williamsi
Dysmicoccus williamsi är en insektsart som beskrevs av Avasthi och Shafee 1981. Dysmicoccus williamsi ingår i släktet Dysmicoccus och familjen ullsköldlöss. Inga underarter finns listade i Catalogue of Life.